# Edward Lhuyd

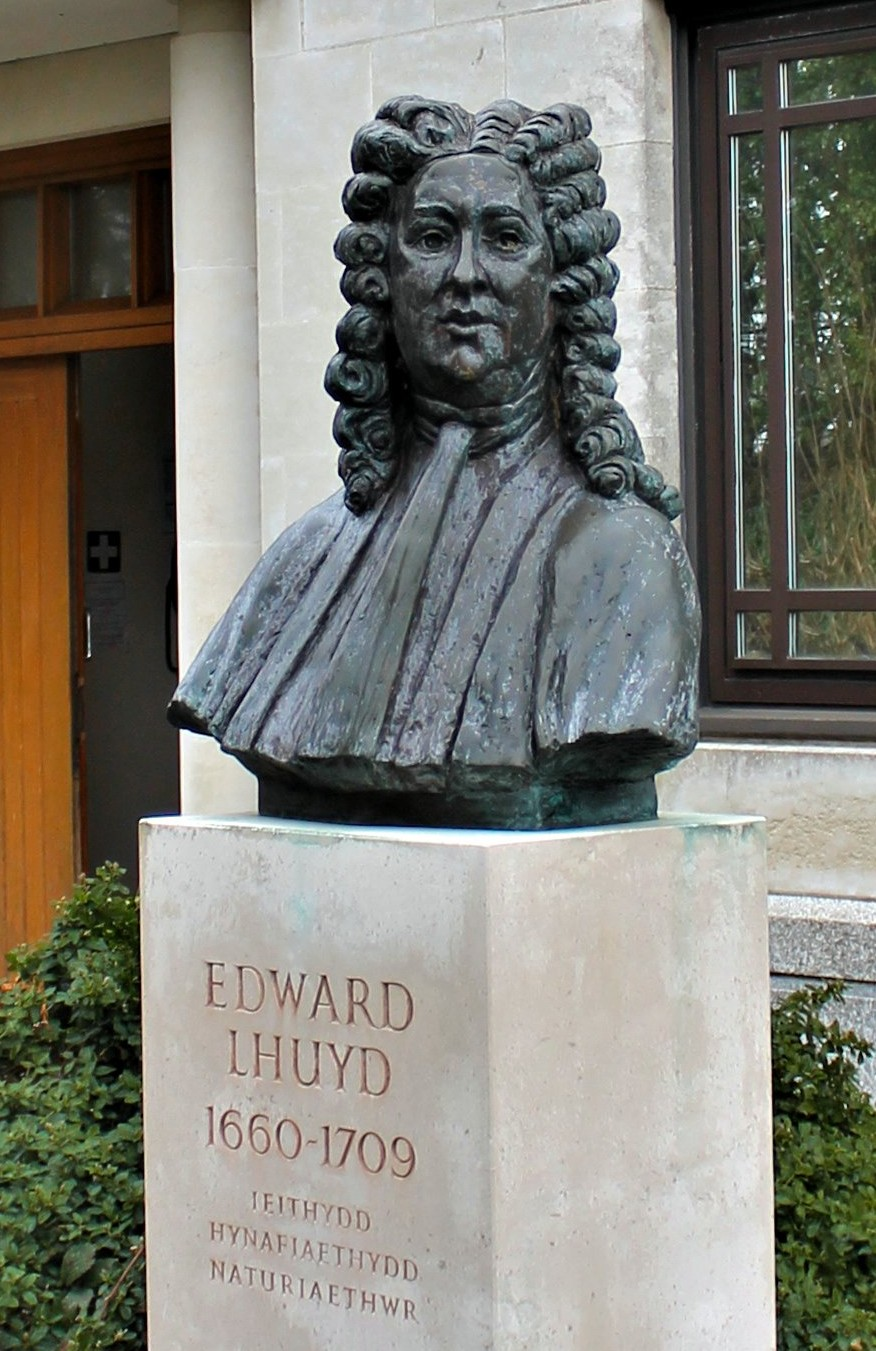
Popiersie Edwarda Lhuyda przed University of Wales Centre for Advanced Welsh and Celtic Studies w Aberystwyth

Edward Lhuyd (także Lloyd, Lhwyd; ur. 1660, zm. 30 czerwca 1709) – walijski językoznawca, paleontolog i botanik, prekursor lingwistyki porównawczej języków celtyckich.
Był nieślubnym synem szlachcica z Oswestry Edwarda Lloyda. Odziedziczył po ojcu zainteresowania naukowe. W 1682 roku rozpoczął studia na Jesus College w Oksfordzie, których jednak nigdy nie ukończył. Po porzuceniu formalnej edukacji został asystentem Roberta Plota, ówczesnego kustosza Ashmolean Museum, po którym w 1691 roku przejął to stanowisko. Prowadził liczne badania terenowe, w trakcie których zbierał rozmaite okazy flory, muszle i skamieniałości. W 1699 roku opublikował pierwszy naukowy katalog brytyjskich skamieniałości – Lithophylacii Britannici Ichnographia.
W latach 1693–1694 za namową biskupa Edmunda Gibsona odbył podróż po ojczystej Walii, gromadząc materiały do wydanej w 1695 nowej edycji Britannii Williama Camdena. Praca ta pchnęła go do własnych badań nad kulturą społeczności celtyckich. Między 1697 a 1701 rokiem odbył wraz ze współpracownikami szereg podróży do Walii, Szkocji, Irlandii, Kornwalii i Bretanii, dokumentując miejscowe zwyczaje, zabytki, języki i kulturę materialną. Plonem pionierskich badań Lhuyda miała być monumentalna praca Archaeologia Britannica, nigdy nie ukończona; w 1707 roku ukazał się zaledwie jej pierwszy (i jedyny) tom. Zawarte w nim zostały gramatyki języków irlandzkiego, kornijskiego i bretońskiego oraz słowniki irlandzkiego, bretońskiego i walijskiego wraz z omówieniami i wywodami etymologicznymi oraz przegląd zabytków piśmiennictwa walijskiego i dawnej walijskiej poezji. 
Jego nazwiskiem nazwana została lilijka alpejska (Lloydia serotina) oraz gatunek kredowego mszywioła Charixa lhuydi (pierwotnie opisany jako 'Membranipora' lhuydi).